# José Ilson dos Santos
José Ilson dos Santos (nacido el 28 de noviembre de 1975) es un exfutbolista brasileño que se desempeñaba como delantero.
Jugó para clubes como el Bahia, Gamba Osaka, Sport Recife, Botafogo, Sporting Braga, Juventude, Lokeren, Excelsior Mouscron, Lierse SK y Atlético Paranaense.

## Trayectoria

### Clubes
| Club                | País     | Año         |
| ------------------- | -------- | ----------- |
| Bahia               | Brasil   | 1993 - 1995 |
| XV de Piracicaba    | Brasil   | 1995 - 1996 |
| Matonense           | Brasil   | 1996 - 1998 |
| Brasil              | Brasil   | 1998        |
| Botafogo            | Brasil   | 1998        |
| Gamba Osaka         | Japón    | 1999        |
| Sport Recife        | Brasil   | 2000        |
| Botafogo            | Brasil   | 2001 - 2002 |
| Sporting Braga      | Portugal | 2002 - 2003 |
| Juventude           | Brasil   | 2003        |
| Paulista            | Brasil   | 2003        |
| Lokeren             | Bélgica  | 2003 - 2005 |
| Excelsior Mouscron  | Bélgica  | 2005 - 2006 |
| Guangzhou R&F       | China    | 2006        |
| Lierse SK           | Bélgica  | 2006        |
| Sporting Braga      | Portugal | 2007        |
| Atlético Paranaense | Brasil   | 2007 - 2008 |
| Fortaleza           | Brasil   | 2008        |
| Confiança           | Brasil   | 2008        |
| América             | Brasil   | 2009        |
| Tombense            | Brasil   | 2009        |
| XV de Piracicaba    | Brasil   | 2010        |
| River Plate         | Brasil   | 2010        |